# Apród voltam Mátyás udvarában
Apród voltam Mátyás udvarában egy a Magyar Televízió által készített és 1981. január 8-án, csütörtökön 16.50-es kezdettel az Iskolatelevízióban az M2-n bemutatott színes magyar mesejáték, tévéfilm, ifjúsági film Gyárfás Endre írása után B. Nagy Tibor rendezésében.

## Szereplők[1]
| Szerep           | Megjegyzés | Színész        |
| ---------------- | --- | -------------- |
| Mátyás király    | egy kisfiú a valós korban Mátyás visegrádi palotájában keresi Mátyást Beatrix királyné kérésére, hogy átadja a királyné ajándékát | Kozák András   |
| Beatrix királyné | férjének egy mátyásmadarat küld ajándékba a jövőből odacsöppent kisfiúval                                                         | Bodnár Erika   |
| Péter            | 10 éves kisfiú, aki körbejárja a Visegrádi várat fényképezőgépével, miközben Mátyás korába csöppen                                | Csák Balázs    |
|                  | | Deák B. Ferenc |
|                  | | Dégi István    |
|                  | | Ferencz László |
|                  | | Horkai János   |

## Műfaj
„A komplexitás volt a vezérelve annak a színes játékfilmnek is, amelyet forgatókönyvemből nemrég készített el, és 1981 januárjában sugárzott az Iskolatelevízió. Címe: Apród voltam Mátyás udvarában. Rendezője B. Nagy Tibor. Az általános iskola 4. osztályosainak anyanyelvi oktatását akartuk segíteni. Mátyás király koráról, jelentőségéről, a nevéhez fűződő magyarországi reneszánszról kellett „elmondanunk” sok mindent – kilenc-tíz éves gyerekeknek. Nem a népmondák Mátyását mutattuk be (ezt már több ízben megtette a tévé). Maga a király a fél órás filmben csupán 3–4 percig szerepel. A korszak tudománya, művészete, „stílusa” az, amelyről képet szándékoztunk adni. Mozgóképet – átvitt értelemben is: cselekményes kalandos történetet helyzetkomikummal.”

## Forgatás
„A Magyar Televíziónál megkezdték a Gyárfás Endre írása nyomán készülő, Apród voltam Mátyás udvarában című kalandos kisjátékfilm forgatását. A film, a címéből kitűnően, Mátyás király korába és udvarába kalauzol. Megismerteti a fiatal nézőket korabeli szokásokkal, játékokkal, a szakácsművészet remekeivel, az öltözködéssel, a képzőművészettel és a tudományos élet néhány érdekességével. Természetesen nem hiányzik a műsorból a költészet és a muzsika sem. A felvételek B. Nagy Tibor rendezői irányításával folynak.” 1979-ben.

## Fogadtatás
„Mátyás király felmegy a márványlépcsőn, helyet foglal az aranyozott trónuson, elnyomja cigarettáját, lecsatolja kvarcóráját, és azt mondja:  
—  Várjuk meg, amíg elhúz felettünk az a repülőgép, mert a saját hangomat sem hallom.  
Már biztosan kitaláltátok, hogy az iménti jelenetben minden valódi volt — a trónus, cigaretta, az óra, a repülőgép — csak éppen Mátyás király nem. „Őfelsége" szerepét színész játssza, mozdulatait, szavait színes filmszalagra rögzíti a felvevőgép. A tévéfilm címe: Apród voltam Mátyás udvarában. Az apród — tíz éves fiú — most érkezik a visegrádi palota csorgókútja elé. Nyakában fényképezőgép. A rendező — aki az előbb bizony rászólt volna a „királyra" hogy vegye le a kvarcóráját, tüntesse el a cigarettát, hiszen az igazi Mátyás nem ismerhette még ezeket a tárgyakat —, nos, a szigorú rendező most nem figyelmezteti az apródot, hogy fényképezőgép sem volt még ötszáz évvel ezelőtt.”